# Leptostigma breviflorum
Leptostigma breviflorum är en måreväxtart som beskrevs av I.Thomps.. Leptostigma breviflorum ingår i släktet Leptostigma och familjen måreväxter. Inga underarter finns listade i Catalogue of Life.